# Beccariella brownlessiana
Beccariella brownlessiana är en tvåhjärtbladig växtart som först beskrevs av Ferdinand von Mueller, och fick sitt nu gällande namn av Swenson, Bartish och Jérôme Munzinger. Beccariella brownlessiana ingår i släktet Beccariella och familjen Sapotaceae. Inga underarter finns listade i Catalogue of Life.